# Список глав государств в 17 году
| 16 ← Список глав государств по годам → 18 |

## Африка
- Мавретания — Юба II, царь (25 до н. э. — 23)
- Мероитское царство (Куш) — Нетакамани, царь (ок. 1 до н. э. — ок. 23)

## Азия
- Адиабена — Изат I, царь (ок. 15 — ок. 20)
- Анурадхапура — Махадатика Маханага, царь (9 — 21)
- Армения Великая — междуцарствие (16 — 18)
- Армения Малая:
  - Архелай Филопатор, царь (20 — 17)
  - в 17-38 годах — провинция Римской империи
- Иберия — Фарсман I, царь  (1 — 58)
- Каппадокия:
  - Архелай Филопатор, царь (36 до н. э. — 17)
  - с 17 года  — провинция Римской империи
- Китай (Империя Синь) — Ван Ман (Цзюйцзюнь), император (9 — 23)
- Коммагена:
  - Антиох III,  царь (12 до н. э. — 17)
  - с 17 года  — провинция Римской империи
- Корея (Период Трех государств):
  - Когурё — Юримён, тхэван (19 до н. э. — 18)
  - Пэкче — Онджо, тхэван (18 до н. э. — 28)
  - Силла — Намхе Чхачхаун, исагым (4 — 24)
  - Тонбуё — Тэсо, ван (7 до н. э. — 22)
- Кушанское царство — Герай, царь (ок. 1 — ок. 30)
- Набатейское царство — Арета IV Филопатрис, царь (9 до н. э. — 40)
- Осроена — Абгар V, царь (4 до н.э. — 7, 13 — 50)
- Парфия — Артабан II (III), шах (12 — 35, 36 — 38)
- Понтийское царство — Пифодорида, царица (8 до н.э. — 38)
- Сатавахана — Пулумави I, махараджа (7 — 31)
- Харакена — Абинерга I,  царь (ок. 10/11 — ок. 22/23)
- Хунну — Улэй-Жоди, шаньюй (13 — 18)
- Элимаида — Камнаскир IX,  царь (ок. 15 — ок. 25)
- Япония — Суйнин, тэнно (император) (29 до н. э. — 70 н. э.)

## Европа
- Атребаты — Верика, вождь (15 — 40)
- Боспорское царство — Аспург, царь (8 до н.э. — 38)
- Дакия — Комосик, вождь (ок. 9 до н.э. — 29)
- Ирландия — Ферадах Финдфехтнах, верховный король (14 — 36)[1]
- Катувеллауны — Кунобелин, вождь (ок. 9 — 43)
- Маркоманы — Маробод, вождь (9 до н. э. — 18)
- Одрисское царство (Фракия):
  - Рескупорид II, царь (12 — 18/19)
  - Котис VIII, царь (12 — 18/19)
- Римская империя:
  - Тиберий, римский император (14 — 37)
  - Луций Помпоний Флакк, консул (17)
  - Гай Целий Руф, консул (17)

## Галерея

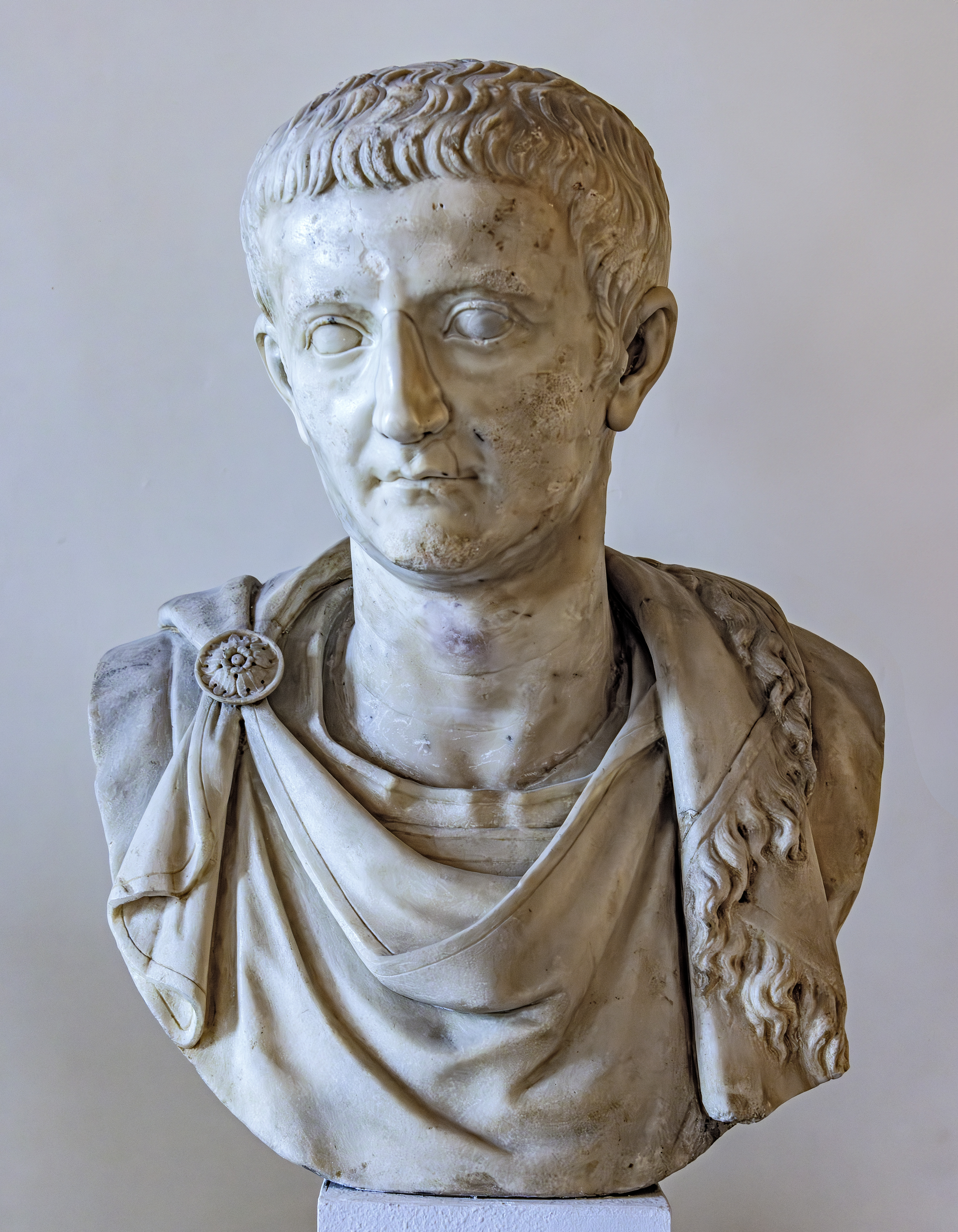
Тиберий 14 — 37 Император Римской империи
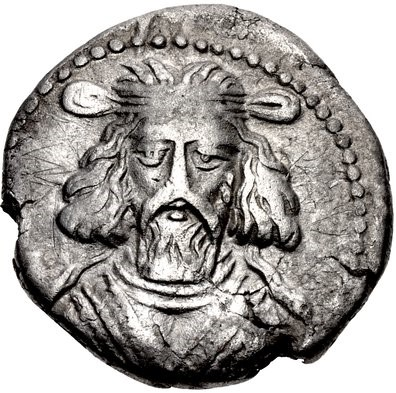
Артабан II (III) 12 - 35, 36 - 38 Царь Парфии
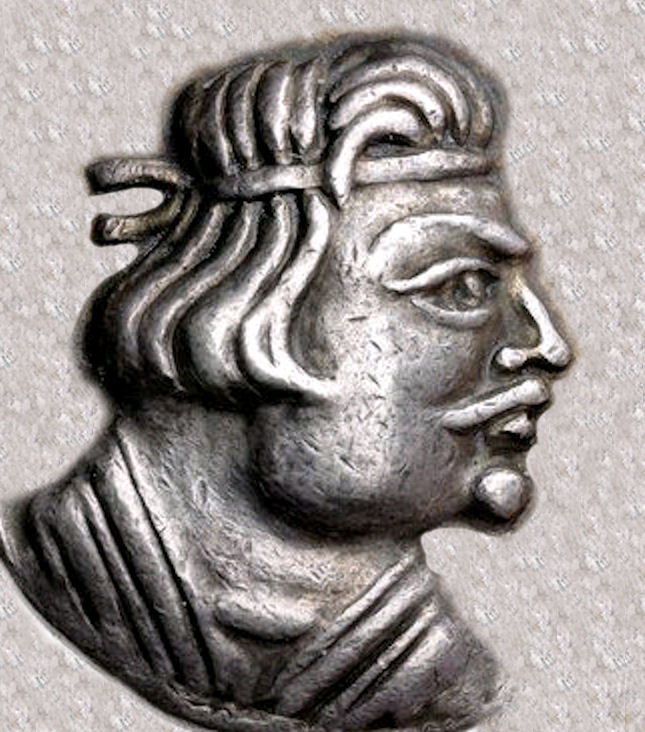
Герай 1 - 30 Царь кушанов
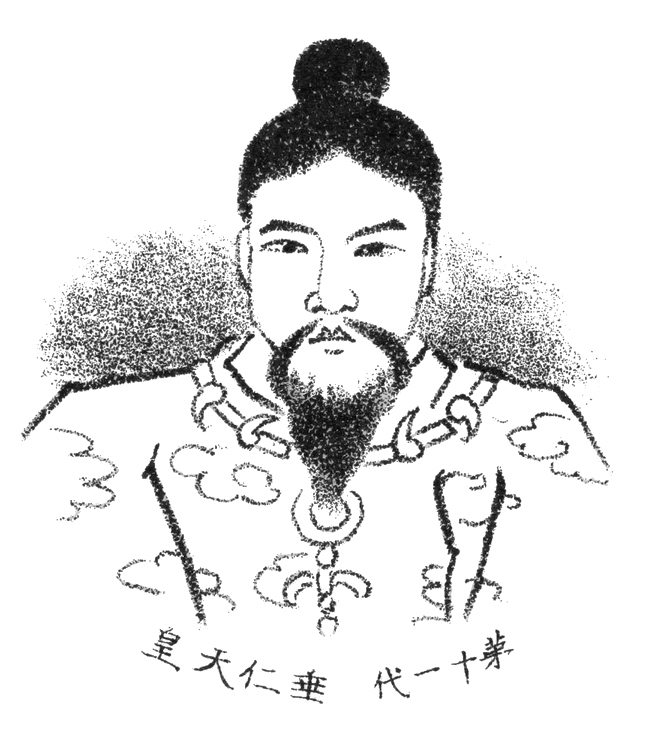
Суинин 29 до н. э. — 70 Император Японии
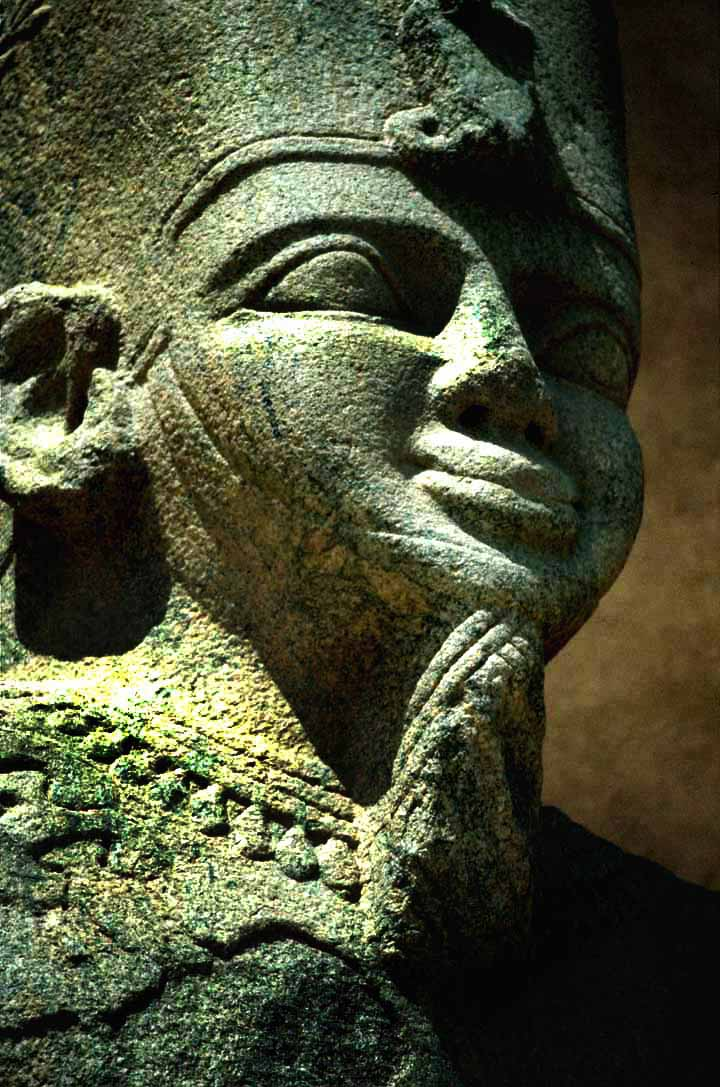
Натакамани 1 до н. э. — 23 Царь Куша